# Samurai Shodown IV
Samurai Shodown IV: Amakusa's Revenge (サムライスピリッツ 天草降臨?, Samurai Supirittsu Amakusa Kōrin) è un videogioco arcade di genere picchiaduro del 1996 sviluppato da SNK. Quarto titolo della serie Samurai Shodown, del gioco sono state realizzate versioni per Neo Geo, Neo Geo CD, Sega Saturn e PlayStation.
Oltre ad essere distribuito su Wii tramite Virtual Console, ne è stata pubblicata una versione appartenente alla serie Arcade Archives ed è incluso nella raccolta Samurai Shodown Neo Geo Collection.

## Trama
Samurai Shodown IV è ambientato nel 1789.

## Modalità di gioco
Samurai Shodown IV presenta 17 personaggi, molti dei quali già disponibili in Samurai Shodown III: le nuove aggiunte sono i lottatori Kazuki e Sogetsu Kazama.